# Broniec
Broniec is een plaats in het Poolse district  Oleski, woiwodschap Opole. De plaats maakt deel uit van de gemeente Olesno en telt 180 inwoners.